# 지구에서 달까지

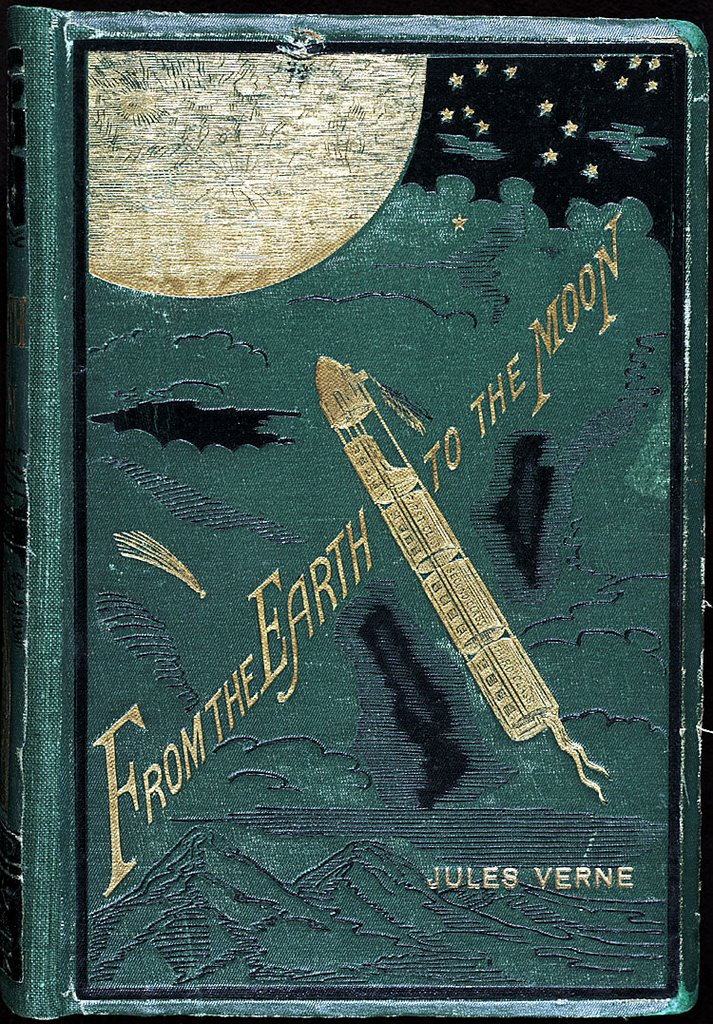

지구에서 달까지(프랑스어: De la terre à la lune)는 프랑스 작가 쥘 베른이 1865년에 쓴 고전 과학소설이다.

## 같이 보기
- 달세계 여행